# Бекале, Эрик
Эрик Жоспен Бекале Бийоге (фр. Eric Jospin Bekale Biyoghe; родился 4 марта 2000, Габон) — габонский футболист, нападающий.

## Карьера

### «Татавин»
В январе 2019 года стал игроком тунисского клуба «Татавин». Дебютировал в Чемпионат Профессиональной Лиги 3 марта 2019 года в матче против клуба «Габес». В июле 2019 года покинул клуб, проведя за него всего лишь 3 матча.

### «Динамо-Авто»
В июле 2022 года перешёл в молдавское «Динамо-Авто». Дебютировал за клуб 31 июля 2022 года против клуба «Милсами». По итогу первой половину сезона футболист вместе с клубом занял последнее место в турнирной таблице и отправился в стадию плей-офф за место в Суперлиге. В начале 2023 года покинул клуб.